# エンプティカロリー
エンプティカロリーとはカロリーは高いが体に良い栄養がほとんど含まれていないということを意味する言葉である。しばしばカロリーが空（ゼロ もしくは 少ない）という意味だと勘違いされるがこれは間違いである。アルコールから摂取したカロリーは優先的に消費されるとされているが、その他のカロリーが消費されず後回しにされるだけなので、結果として肥満の原因となる。エンプティカロリーはジャンクフードやアルコール飲料に多く含まれている。

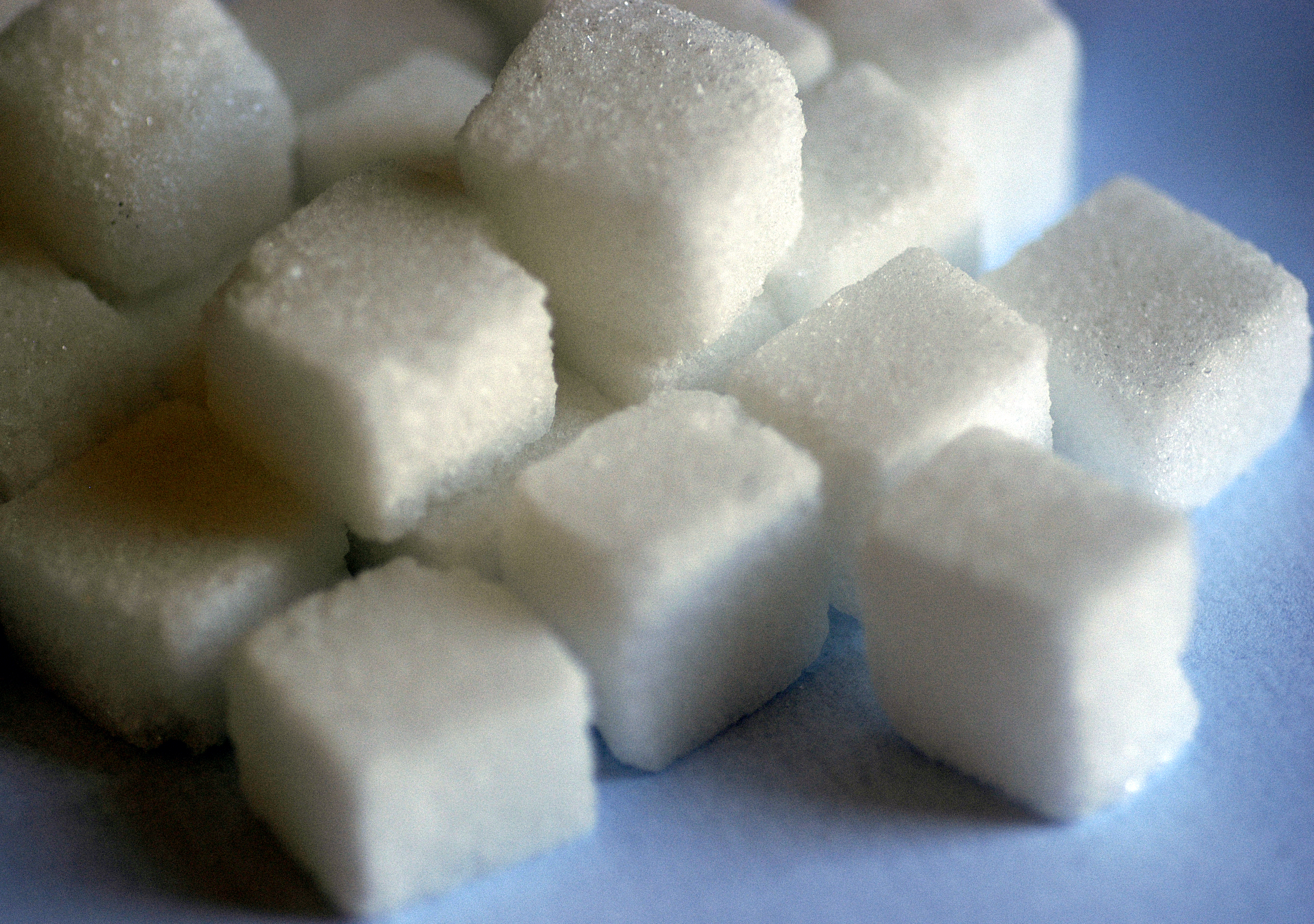
グラニュー糖は、エネルギーを供給するが栄養はない

栄養学において、エンプティカロリーという表現は、食物エネルギーから、固形脂肪や添加された砂糖以外の栄養素が皆無あるいは極めて少量しか供給されないような食品に使われる。USDA (アメリカ合衆国農務省) は「少量のエンプティカロリーは良いが、殆どの人は健康を害する量を摂取している」と助言している。
このフレーズは、栄養素の密度 (その食物の含有エネルギー量と栄養分の割合の比率) と、カロリーの密度 (その食物の重さとエネルギー量の比率) に由来する。したがって、エンプティカロリーは、栄養分が皆無あるいは極めて少量であることに付随している。 
一般的に、エンプティカロリーの食物は、精製された炭水化物とエタノール (アルコール) に加え、ある程度の脂肪を含む。ディスクレショナリーカロリーとしても知られ、エンプティカロリーは他の食品のカロリーと同じ熱量であっても、ビタミン、ミネラル、抗酸化物質、アミノ酸、食物繊維のような、多くの栄養分が欠乏している。炭水化物や脂肪は栄養分ではあるが、それらは一般的にこの分析においては、必須脂肪酸を除いて度外視される。
食物エネルギーを適正な栄養であると捉えることの誤解については、フランソワ・マジャンディーによる犬を用いた実験によって示され、氏の著書 Précis élementaire de Physiologie (1816) (邦名: 生理学の基本的概論) に記されている。同著では、砂糖について、エンプティカロリーに関連する問題として下記のように説明されている。
精製された砂糖 (だけの食習慣) は人間の体内に取り込まれた時、空っぽ、あるいは裸のカロリーと栄養士に評価されるものしか供給されないため、致命的である。加えて、砂糖は、体内システムによる、消化、解毒、排出という要求を利用し、体内の貴重なビタミンやミネラルを蝕み、排出してしまうので、何も摂取しないことよりも悪い

## 例
下記の食物は、大抵はエンプティカロリーを含んでいると見なされ、体重増加の要因になる可能性がある。
- ケーキ、クッキー、菓子、キャンディ、アイスクリーム、ソフトドリンク、フルーツ味の飲み物、ゼラチン、砂糖 (異性化糖、HFCSを含む) 入りのその他食品。
- マーガリン、ショートニング、その他脂肪、油、およびそれらを多く含む食品 (ポテトチップスやその他のほとんどの揚げ物、加工食品、スナック製品など)。
- ビール、ワイン、その他酒類。

## 摂取
全ての人は一定量の必須栄養素を必要とするが、食物エネルギーの摂取は、適正体重を維持するために、活動とのバランスが保たれていなければならない。肉体的重労働に従事する人々は、燃料として食物エネルギーが必要で、それは必須栄養素を含む食品にエンプティカロリーを足して供給することが出来る。デスクワークの人や減量のために食事量を少なくしている人は、十分な栄養を摂らずにエンプティカロリーの食事を食べても栄養失調に苦しむでしょう。栄養学者と栄養士は、患者のニーズに沿った食事プログラムの計画、食習慣の改善を奨めることで、病気の予防や治療を行なう。毎日さまざまな食品から栄養を摂ることは、慢性的な病気から身を守り、健康な免疫系の維持に役立つ。
USDA は、毎日30分以下の適度な運動をする人は、下記レベルのエンプティカロリーを消費するとアドバイスしている
。
| 性別 | 年齢   | 必要カロリー | 一日のエンプティカロリー制限 |
| ---- | ------ | ------------ | ---------------------------- |
| 男性 | 2〜3   | 1000         | 135                          |
| 男性 | 4〜8   | 1200〜1400   | 120                          |
| 男性 | 9〜13  | 1800         | 160                          |
| 男性 | 14〜18 | 2200         | 265                          |
| 男性 | 19〜30 | 2400         | 330                          |
| 男性 | 31〜50 | 2200         | 265                          |
| 男性 | 51〜   | 2000         | 260                          |
| 女性 | 2〜3   | 1000         | 135                          |
| 女性 | 4〜8   | 1200〜1400   | 120                          |
| 女性 | 9〜13  | 1600         | 120                          |
| 女性 | 14〜18 | 1800         | 160                          |
| 女性 | 19〜30 | 2000         | 260                          |
| 女性 | 31〜50 | 1800         | 160                          |
| 女性 | 51〜   | 1600         | 120                          |